# Il formaggio e i vermi
Il formaggio e i vermi è un saggio storico di Carlo Ginzburg edito da Einaudi per la prima volta nel 1976. 
Il saggio ha per oggetto la vita e, soprattutto, i due processi per eresia sopportati da Domenico Scandella, contadino e mugnaio di Montereale Valcellina, nato nel 1532.
Il libro si inserisce nel filone di ricerca sulla storia delle classi subalterne; non per niente, l'ampia prefazione si apre con la citazione da Bertolt Brecht "Chi costruì Tebe dalle sette porte?".

## Sinossi
Il protagonista della vicenda narrata, pur sapendo leggere e scrivere, non appartiene certamente né al clero né alla nobiltà e fa parte dello sterminato numero di persone di cui la storia spesso non si occupa. Il titolo del libro è tratto da un verbale del processo nel quale l'imputato descrive come crede si sia formato il cosmo: in un caos primordiale, i quattro elementi (acqua, aria, terra e fuoco) erano tutti fusi insieme. Il caos si va poi condensando in una massa come il formaggio nel latte e dentro di esso, proprio come si creano i vermi nel formaggio, nascono gli angeli e Dio, per volontà della Santissima Maestà. 
Nel corso del libro, l'autore mostra come dietro a questa descrizione della Cosmogonia si celino influssi della Bibbia e di altri libri conosciuti dal mugnaio friulano, ma anche elementi della cultura popolare, alcuni dei quali presumibilmente di origine antichissima. L'idea della nascita del vivente dal non vivente (i vermi dal formaggio), peraltro, era in quel periodo appannaggio della cultura ufficiale e non solo delle credenze popolari, e paradossalmente era considerata un'idea di tipo scientista in quanto contrapposta all'idea di creazione da parte di un essere superiore.

## Indirizzo storiografico
Il libro non si limita solamente a trattare la vicenda del mugnaio friulano, ma interviene autorevolmente su due grandi questioni storiografiche. 
1. L'analisi del metodo, dell'importanza e delle finalità della "storia dal basso", sulla quale l'autore si intrattiene specialmente nella prefazione.
2. L'analisi del rapporto tra la cultura ufficiale, o cultura delle classi dominanti, e cultura popolare.

In questo secondo tema, che costituisce probabilmente il frutto più affascinante dell'intero libro, l'autore analizza la cultura popolare per capire, in primo luogo, se si possa parlare veramente e in che senso di cultura popolare, dopodiché per comprendere quali sono i prodotti della cultura popolare, come essa si sviluppa e come si tramanda tra generazioni, quali sono gli influssi reciproci tra cultura popolare e cultura ufficiale ed infine quali le ripercussioni politiche e sociali della cultura popolare.

## Edizioni
- Il formaggio e i vermi. Il cosmo di un mugnaio del '500, Collana Paperbacks n.65, Torino, Einaudi, 1976. - Collana Biblioteca, Einaudi, 2002-2004; Collana Piccola Biblioteca Storia, Einaudi, 2009.
- Il formaggio e i vermi, nuova Postfazione dell'Autore, Collana L'oceano delle storie n.24, Milano, Adelphi, 2019, ISBN 978-88-459-3411-7.